# Siobhan Baillie
Siobhan Kathleen Baillie (née le 28 août 1981) est une femme politique britannique du Parti conservateur qui est députée de Stroud de 2019 à 2024. Avant sa carrière parlementaire, elle est avocate en droit de la famille, conseillère et a travaillé pour un organisme de bienfaisance.

## Jeunesse
Baillie est né à Crawley, dans le Sussex de l'Ouest, le 28 août 1981 et grandit dans le Yorkshire du Nord. Elle quitte l'école à l'âge de 17 ans et travaille comme secrétaire juridique. Baillie fréquente une faculté de droit le week-end et obtient son diplôme d'avocat en droit de la famille en 2010. En tant qu'avocate, elle figure dans l'annuaire The Legal 500. Baillie travaille également comme responsable des politiques et des communications pour l'association caritative OnePlusOne.

## Carrière politique
Baillie est conseillère dans le quartier londonien de Camden de 2014 à 2018, représentant le quartier de Frognal et Fitzjohns. En tant que membre de l'opposition, elle siège au Comité d'examen des enfants, des écoles et des familles et, au cours de l'année civique 2016-2017, elle préside un examen de la prestation de services de santé mentale pour les jeunes.
Elle se présente aux élections générales de 2017 pour Bermondsey et Old Southwark, se classant troisième derrière les candidats travaillistes et libéraux-démocrates avec 13% des voix. Baillie tente d'être sélectionné pour la circonscription de Hampstead et Kilburn pour la même élection, et pour le siège de l'Assemblée de Londres de Barnet et Camden aux élections de 2016, mais n'est pas présélectionnée,.
Baillie est sélectionnée comme candidate du parti conservateur pour Stroud le 31 juillet 2018. Elle soutient le maintien du Royaume-Uni au sein de l'UE lors du référendum sur l'adhésion du Royaume-Uni à l'UE en 2016, mais au cours de sa campagne électorale de 2019, elle indique qu'elle soutient désormais le Brexit, pour suivre le résultat du référendum,. Aux élections générales de 2019, elle est élue députée avec une majorité de 3 840 voix (5,8 %). Le siège est auparavant détenu par le travailliste David Drew depuis les élections de 2017. Elle est nommée secrétaire parlementaire privée du ministère de la Justice en février 2020. Elle est membre du Comité restreint du travail et des retraites depuis mars 2020.